# Celeus
A Celeus a madarak (Aves) osztályának harkályalakúak (Piciformes) rendjébe, ezen belül a harkályfélék (Picidae) családjába tartozó nem.

## Tudnivalók
A Celeus-fajok Közép- és Dél-Amerika trópusi és szubtrópusi erdőiben fordulnak elő. 2006-ig, úgy vélték hogy az egyik fajuk, a Celeus obrieni ki van halva. Az idetartozó fajok, közepes méretű harkályok; átlagos 19-32 centiméteres testhosszal és 63-172 grammos testtömeggel. Testfelépítésük tipikusan harkályszerű: hosszú és vésőszerű csőrrel, erős és merev farktollakkal, tolltaréjjal a fejen és négy ujjban végződő lábakkal - ezekből kettő előre- és kettő hátramutat. Majdnem mindegyik faj más-más színű. Az élőhelyeiken állandó madarak, vagyis nem tesznek meg évszakos vándorutakat. Főleg rovarokkal táplálkoznak, azonban étrendjüket magokkal és gyümölcsökkel egészítik ki. Ezek a madarak életre szóló párban élnek; a felnőttek együtt kotlanak és nevelik fiókáikat. Egyes fajok esetében, kolóniákban költenek. Több faj is megtűri az ember közelségét; néhány mezőgazdasági területen kártevőknek számítanak.

## Rendszerezés
A nembe az alábbi 15 faj tartozik:
- gesztenyeszínű harkály (Celeus castaneus) (Wagler, 1829)[5]
- Celeus elegans Statius Müller, 1776[6]
- Celeus flavescens (Gmelin, 1788)[7] - típusfaj
- sáfrányharkály (Celeus flavus) (Statius Muller, 1776)[8]
- sisakos harkály (Celeus galeatus) (Temminck, 1822)[9] - korábban a Hylatomus madárnembe tartozott
- Varzea-rézharkály (Celeus grammicus) (Natterer & Malherbe, 1845)[10]
- fahéjszínű harkály (Celeus loricatus) (Reichenbach, 1854)[11]
- Celeus lugubris (Malherbe, 1851)[12]
- Celeus obrieni (Short, 1973)[13]
- Celeus occidentalis (Hargitt, 1889)[14] - korábban azonosnak tartották a C. torquatusszal
- Celeus ochraceus (von Spix, 1824)[15] - korábban a C. flavescens alfajának vélték
- Celeus spectabilis Sclater & Salvin, 1880[16]
- Celeus tinnunculus (Hargitt, 1889)[17] - korábban azonosnak tartották a C. torquatusszal
- Celeus torquatus (Boddaert, 1783)[18]
- Celeus undatus (Linnaeus, 1766)[19]

Korábban a fenti fajok mellett, a Micropternus brachyurus (Vieillot, 1818) is ide volt besorolva - Celeus brachyurus néven -, azonban a modern DNS-vizsgálatok bebizonyították, hogy ez a madár nem áll közeli rokonságban a Celeus-fajokkal, és kiérdemel egy önálló madárnemet.

### Fordítás
- Ez a szócikk részben vagy egészben  a   Celeus (bird) című angol Wikipédia-szócikk ezen változatának fordításán alapul.  Az eredeti cikk szerkesztőit annak laptörténete sorolja fel. Ez a jelzés csupán a megfogalmazás eredetét és a szerzői jogokat jelzi, nem szolgál a cikkben szereplő információk forrásmegjelöléseként.